# Liste der Mitglieder der Landstände von Waldeck 1825–1828
Diese Liste nennt die Mitglieder der Landstände von Waldeck 1825–1828.

## Einleitung
Rechtsgrundlage für die Landstände war die Landständische Verfassungsurkunde für das Fürstentum Waldeck vom 19. April 1816, der sogenannte Landesvertrag. Danach bestanden die Landstände wie bisher aus den Besitzern der Rittergüter (Ritterschaft) und den Vertretern der Städte. Hinzu kamen 10 Vertreter des Bauernstandes (je Justizoberamt wurden zwei auf Lebenszeit gewählt) und ein Vertreter der Stadt Arolsen. Die Liste nennt die Abgeordneten zwischen dem 21. März 1825 (dem Tag der Eröffnung des 1825er Landtags) und dem 6. Mai 1828 (dem Tag der Eröffnung des 1828er Landtags). In dieser Zeit fand eine Landtagssession (vom 21. bis 26. März 1825) statt. Daneben wurden Beschlüsse wurden im Umlaufverfahren getroffen.

## Liste
Die Mitglieder waren:
| Abgeordneter                               | Wohnort                       | Stand                       | Anmerkungen |
| ------------------------------------------ | ----------------------------- | --------------------------- | --- |
| Nicolaus Althoff                           | Züschen                       | kleinere Städte             | Ausgeschieden am 28. Oktober 1825. Nachfolger war Conrad Hartmann |
| Carl Bauer                                 | Niederwildungen               | Bürgermeister/Stadtsekretär | Im Herbst 1825 als Bürgermeister ausgeschieden. Nachfolger wurde Daniel Wagener. Als Stadtsekretär blieb er weiter Landstand |
| Johann Jacob Böhle                         | Sachsenberg                   | kleinere Städte             | Ausgeschieden Anfang 1826. Nachfolger wurde Henrich Daniel Schneider |
| Johann Ludwig von Bourscheid               | auf Nordenbeck                | Ritterschaft                | eingetreten 1822 |
| Christian Ludwig Bürgener                  | Fürstenberg                   | kleinere Städte             | Ausgeschieden im Herbst 1825. Nachfolger wurde Friedrich Mitze |
| Friedrich Ludwig Buhl                      | Korbach                       | Bürgermeister               | Eingetreten am 24. Februar 1826 für Dr. Carl Wigand |
| Christian Curtze                           | Helmscheid                    | Bauernstand (OJA Eisenberg) | Am 26. November 1827 verstorben. Nachfolger wurde Dr. Carl Wigand |
| Alexander Felix von Dalwigk zu Lichtenfels | auf Züschen                   | Ritterschaft                | Landstand ab 1810. |
| Christian Philipp Esau                     | Mengeringhausen               | Bürgermeister               | Er war bereits bis 1793, 1808 bis 1809 und nun ab 1815 Landstand |
| Jost Gleisner                              | Altwildungen                  | kleinere Städte             | |
| Louis Gleisner                             | Arolsen                       | Stadt Arolsen               | Eingetreten im Frühjahr 1828 für Friedrich Welle |
| Johannes Göbert                            | Braunau                       | Bauernstand (OJA Eder)      | |
| Henrich Graf                               | Nieder-Waroldern              | Bauernstand (OJA Twiste)    | |
| Henrich Christian Graubner                 | auf Adorf                     | Ritterschaft                | Ausgeschieden 1826 |
| Johann Wilhelm Grebe                       | Massenhausen                  | Bauernstand (OJA Twiste)    | |
| Heinrich Gröticke                          | Schmillinghausen              | Bauernstand (OJA Diemel)    | |
| Johannes Haase                             | Rhoden                        | kleinere Städte             | Eingetreten am 21. Januar 1826 für Wilhelm Schaake |
| Wilhelm von Hadel                          | Landau                        | kleinere Städte             | Trat im Herbst 1827 als Nachfolger von Conrad Küthe ein. |
| Wilhelm von Hanxleden                      | auf Gershausen                | Ritterschaft                | |
| Conrad Hartmann                            | Züschen                       | kleinere Städte             | Eingetreten am 28. Oktober 1825 für Nicolaus Althoff. Ausgeschieden am 24. Dezember 1827. Nachfolger wurde Johann Daniel Schönewald |
| Theodor Herwig                             | Meineringhausen               | Bauernstand (OJA Werbe)     | Verstorben am 2. Mai 1827. Der Nachfolger, Friedrich Wilhelm Muth, trat im Herbst 1830 ein |
| Christian Höhle                            | Waldeck                       | kleinere Städte             | Ausgeschieden am 28. November 1826. Nachfolger wurde Jacob Höhle |
| Jacob Höhle                                | Waldeck                       | kleinere Städte             | Eingetreten am 28. November 1826 für Christian Höhle |
| Wilhelm Krantz                             | Wethen                        | Bauernstand (OJA Diemel)    | |
| Conrad Küthe                               | Landau                        | kleinere Städte             | Trat im Herbst 1821 als Nachfolger von Christian Winterberg ein. Schied im Herbst 1828 wieder aus. Nachfolger wurde Wilhelm von Hadel |
| Friedrich von Leliwa                       | auf Freienhagen (Burggut)     | Ritterschaft                | Landstand ab 1799 |
| Friedrich Leonhardi                        | Mengeringhausen               | Stadtsekretär               | Ab dem 21. Mai 1825 für Theodor Waldeck |
| Johann Jacob Leonhardi                     | auf Mengeringhausen (Burggut) | Ritterschaft                | Landstand ab 1781 |
| Carl von Lüninck                           | auf Meingeringhausen          | Ritterschaft                | ab 21. März 1825 |
| Adam Martin                                | Freienhagen                   | kleinere Städte             | Am 31. Oktober 1825 ausgeschieden. Nachfolger wurde Georg Martin. Am 10. Oktober 1826 als Nachfolge von Georg Martin erneut eingetreten |
| Georg Martin                               | Freienhagen                   | kleinere Städte             | Am 31. Oktober 1825 für Adam Martin eingetreten. Am 10. Oktober 1826 ausgeschieden. Nachfolge wurde Adam Martin |
| Johann Daniel Michel                       | Bergheim                      | Bauernstand (OJA Werbe)     | |
| Carl Theodor Milchling von Schönstadt      | auf Helmighausen              | Ritterschaft                | Am 29. Juni 1825 verstorben. Kein Nachfolger |
| Friedrich Mitze                            | Fürstenberg                   | kleinere Städte             | Ab Herbst 1825 als Nachfolger von Christian Bürgener |
| August Müller                              | auf Cappel (Arolsen)          | Ritterschaft                | Eingetreten am 21. Mai 1825 als Vormund von Carl Speirmann |
| Philipp Müller                             | Niederwildungen               | Bürgermeister               | Ab 1. Oktober 1825 für Daniel Wagener |
| Carl von Padberg                           | auf Ottlar (Helmighausen)     | Ritterschaft                | Landstand ab 1810 |
| Henrich Philipp Pohlmann                   | Rhenegge                      | Bauernstand (OJA Eisenberg) | |
| Jacob Rieder                               | Reinhardshausen               | Bauernstand (OJA Eder)      | |
| Friedrich Rothe                            | Korbach                       | Stadtsekretär               | Verstorben am 24. September 1827. Der Nachfolger Reinhard Waldeck trat am 6. Mai 1828 ein |
| Friedrich Rube                             | Korbach/Rhena                 | Ritterschaft                | |
| Friedrich Schenck zu Schweinsberg          | auf Höhnscheid                | Ritterschaft                | |
| Henrich Daniel Schneider                   | Sachsenberg                   | kleinere Städte             | Eingetreten Jahresanfang 1826 als Nachfolger von Johann Jacob Böhle. Ausgeschieden im Herbst 1827. Nachfolger war Johann Philipp Zobel |
| Daniel Schönewald                          | Züschen                       | kleinere Städte             | Eingetreten am 23. Dezember 1827 für Conrad Hartmann |
| Carl Schreiber                             | Wetterburg                    | Bauernstand (OJA Twiste)    | Verstorben am 23. Februar 1826. Nachfolger wurde Wilhelm Grebe |
| Daniel Schreiber                           | auf Lengefeld (Eilhausen)     | Ritterschaft                | Landstand ab 1812 |
| Friedrich Schulze                          | Sachsenhausen                 | kleinere Städte             | Ab Herbst 1826 als Nachfolger von Andreas Weber |
| Carl August Severin                        | auf Mengeringhausen (Freigut) | Ritterschaft                | Landstand ab 1801. Aufgrund seiner wirtschaftlichen Lage (die später zum Konkurs führte) wurde rt nicht auf der Liste der Landstände geführt. Erst 1835 wurde mit Wilhelm Engelhard wieder ein Besitzer des ehemaligen Gaugrebenschen Gutes als Landstand geführt |
| Christian Speirmann                        | auf Cappel (Arolsen)          | Ritterschaft                | Verstorben am 19. April 1825. Nachfolger war August Müller als Vormund für Carl Speirmann |
| Johann Daniel Wagener                      | Niederwildungen               | Bürgermeister               | Eingetreten am 1. Oktober 1825 für Carl Bauer. Ausgeschieden Herbst 1826. Nachfolger wurde Philipp Müller |
| Georg Wagener                              | auf Schloss Reckenberg        | Ritterschaft                | |
| Philipp Waldeck                            | auf Alt-Wildungen (Burghof)   | Ritterschaft                | |
| Andreas Weber                              | Sachsenhausen                 | kleinere Städte             | Ausgeschieden im Herbst 1826. Nachfolger wurde Friedrich Schulze |
| Carl Weiß                                  | auf Goddelsheim I             | Ritterschaft                | Ab 21. Mai 1825 für Werner von Gaugreben |
| Friedrich Welle                            | Arolsen                       | Stadt Arolsen               | Verstorben am 5. Juli 1826. Nachfolger wurde Louis Gleisner |
| Karl Wigand                                | Korbach                       | Bürgermeister               | Ausgeschieden 1825. Nachfolger wurde Friedrich Ludwig Buhl |
| Johann Philipp Zobel                       | Sachsenhausen                 | kleinere Städte             | Eingetreten Anfang 1827 für Henrich Daniel Schneider |